# Jarach
El jaraŷ o jarach (del griego χορηγία, choregía, a través del siríaco; en árabe خراج, jarāŷ; en turco haraç), en la ley islámica, es un impuesto sobre la renta de la tierra que, inicialmente, gravaba a los no musulmanes.

## Historia
Inicialmente, después de las primeras conquistas musulmanas en el siglo VII, el jaraŷ generalmente denotaba el tributo que gravaba a las provincias conquistadas y que era recaudado por los funcionarios de los antiguos imperios bizantino y sasánida o, en sentido más general, cualquier clase de tributo impuesto por los conquistadores musulmanes sobre sus súbditos no musulmanes, los dimmis. En esos momentos, el jaraŷ era sinónimo de la yizia, que más tarde sería el impuesto de capitación pagado por los dimmis. 
Las obligaciones fiscales de los dimmis, la yizia y el jaraŷ, se aplicaban originalmente a las gentes del Libro (ahl al-Kitab), es decir, a creyentes hebreos, cristianos, sabeos o zoroastrianos, pero luego fue extendiéndose a otras religiones como el hinduismo, sijismo o budismo. En cambio, los propietarios de tierras de fe musulmana, pagaban el usr, considerado como parte de la zakat, un diezmo religioso, que comportaba una tasa impositiva mucho más baja.
Cuando el califa omeya Suleimán I emprendió, sin éxito, una expedición contra el Imperio Bizantino en el año 717, sus finanzas estaban al borde del colapso. Incluso antes de la ascensión al poder de Suleimán, el gobernador de Irak, Al-Haŷŷaŷ ibn Yúsuf, intentó aumentar los ingresos, exigiendo a los musulmanes un tipo de gravamen adicional, pero la medida encontró fuerte oposición. 
Para hacer frente a estos problemas, el sucesor de Suleimán, el califa Umar II estableció un compromiso por el que a partir del 719, la tierra por la que se pagara el tributo del jaraŷ no podría transferirse a los musulmanes, que sí podrían arrendar las tierras. Las reformas impositivas de Úmar II fueron finalizadas bajo los abasíes y a partir de entonces formaron parte del modelo de sistema fiscal en el Estado islámico. A partir de entonces, el jaraŷ fue también utilizado como un término genérico para describir todos los tipos de impuestos. Por ejemplo, el tratado clásico sobre tributación del jurista del siglo IX, Abu Yúsuf, fue llamado Kitab al-jaraŷ (El libro del jaraŷ o Libro sobre tributación).
El jaraŷ fue aplicado en todos los territorios conquistados, desde Siria, Palestina, Mesopotamia o Egipto, hasta las tierras más occidentales como Al-Ándalus pero su forma de aplicación varió con la zona y el tiempo. Con las conversiones al islam con el paso del tiempo, se fueron erosionando las bases tributarias del Califato y a medida que cada vez más musulmanes adquirían tierras que previamente tenían que pagar el jaraŷ, el resultado práctico fue que habría dos tipos de tierra la "tierra del jaraŷ", mayoritaria, que debía pagarse sin tener en cuenta la religión del cultivador y la todavía "tierra del diezmo", que pagaba este diezmo sobre las cosechas y no tributaba por el jaraŷ, un diezmo religioso, que comportaba una tasa impositiva mucho más baja.
El orientalista ruso A. Yu. Yakubovski, comparó el sistema impositivo de la renta de la tierra de los Sasánidas persas con el del Califato:

Comparando documentos preislámicos con los de la época islámica se hace notar que las conquistas árabes incrementaron la tributación de la tierra, sin excepción. Así, aumentaron los impuestos de cada acre de cultivo de trigo a 4 dírhams y cada acre de cebada a 2 dírhams, cuando durante el reinado de Cosroes I se debía contribuir con un solo dírham por cada acre de trigo o de cebada. Durante la última etapa del Califato Omeya, los persas conquistados debían pagar como jaraŷ, de un cuarto a un tercio de su producción al Califato.

En el Imperio otomano, el jaraŷ se convirtió en haraç, una forma de impuesto de capitación para los no musulmanes. Fue reemplazado por la yizia.